# Arrondissement de Bitburg
L'arrondisement de Bitburg est un ancien arrondissement en Rhénanie-Palatinat. Aujourd'hui, son territoire fait partie de l'arrondissement d'Eifel-Bitburg-Prüm. Le siège de l'arrondissement à Bitburg.

## Géographie

### Arrondissements voisins
L'arrondissement borde au début de 1969 dans le sens des aiguilles d'une montre du nord-ouest les arrondissements de Prüm, Wittlich et Trèves. À l'ouest, il borde le Luxembourg.

## Histoire
L'arrondissement de Bitburg est créé en 1816, après que des parties importantes de l'ancien électorat de Trèves et des parties orientales du Luxembourg ont été rattachées au royaume de Prusse à la suite des résolutions adoptées au Congrès de Vienne (1815). L'arrondissement de Bitburg fait partie du district de Trèves dans la province du Grand-duché du Bas-Rhin et à partir de 1822, de la province de Rhénanie, qui existe jusqu'en 1945.
En 1946, l'arrondissement de Bitburg devient une partie de l'état nouvellement formé de Rhénanie-Palatinat dans la zone d'occupation française.
Dans le cadre de la réforme des arrondissements de Rhénanie-Palatinat, l'arrondissement est fusionné le 7 novembre 1970 avec un certain nombre de communes de l'arrondissement de Prüm, les communes d'Eisenach, Gilzem et Orenhofen de l'arrondissement de Trèves et les communes de Gransdorf, Oberkail, Seinsfeld, Spangdahlem et Steinborn de l'arrondissement de Wittlich pour former l'arrondissement de Bitburg-Prüm , qui depuis le 1er janvier 2007 se nomme arrondissement d'Eifel-Bitburg-Prüm.

### Développement de la démographie
| résident                  | 1816   | 1871   | 1890   | 1900   | 1910   | 1925   | 1939   | 1950   | 1960   | 1969   |
| ------------------------- | ------ | ------ | ------ | ------ | ------ | ------ | ------ | ------ | ------ | ------ |
| Arrondissement de Bitburg | 27 896 | 44 543 | 42 777 | 43 486 | 47 200 | 49 454 | 52 485 | 51 124 | 55 800 | 57 200 |

Population des communes de plus de 1000 habitants (en 1970) : 
| Commune     | Habitants |
| ----------- | --------- |
| Bettingen   | 1.140     |
| Bitburg     | 10.210    |
| Bollendorf  | 1.520     |
| Dudeldorf   | 1.149     |
| Irrel       | 1.191     |
| Körperich   | 1.090     |
| Kyllburg    | 1.150     |
| Mettendorf  | 1.064     |
| Neuerburg   | 1.531     |
| Rittersdorf | 1.023     |
| Speicher    | 3.032     |

## Sous-préfets de l'arrondissement de Bitburg
- 1800-1811 : Johann Georg Willmar
- 1811-1813 : August Maria Raban von Helmstatt

## Administrateurs de l'arrondissement
- 1816–1821: Heinrich Simonis (de)
- 1822–1830: Ferdinand von Westphalen
- 1830–1831: Konstantin von Gaertner (de)
- 1831–1836: Friedrich Hesse (de)
- 1837–1838: Engelbert Klingholz (de)
- 1838–1849: Nikolaus Thilmany (de)
- 1849–1871: Johann Peter Sprenger (de)
- 1871–1877: Dagobert Borchert (de)
- 1878–1889: Viktor Eckard (de)
- 1889–1900: Rudolf Schrakamp (de)
- 1900–1913: Maximilian von Kesseler (de)
- 1913–1919: Sigmund Maria Adelmann von Adelmannsfelden (de)
- 1919–1927: Friedrich Loenartz (de)
- 1927–1938: Albert Gilles (de)
- 1939–1941: Otto Meyer-Tonndorf (de)
- 1941–1944: Max Ringel (de)
- 1944–1945: Max Ringel
- 1945:–9999 Josef Niederprüm (de)
- 1945–1946: Albert Gilles
- 1946–1952: Josef Hammes (de)
- 1952–1962: Konrad Schubach (de)
- 1962–1970: Karl Vogt (de)

## Villes et communes
Avant le début des réformes territoriales en Rhénanie-Palatinat dans les années 1960, l'arrondissement de Bitburg comprend les villes et communes suivantes :
| - Affler - Alsdorf - Altscheid - Ammeldingen-sur-Our - Ammeldingen bei Neuerburg - Auw an der Kyll - Badem - Badenborn - Bauler - Baustert - Beifels - Beilingen - Berkoth - Berscheid - Bettingen - Bickendorf - Biersdorf am See - Biesdorf - Birtlingen - Bitburg, ville - Bollendorf - Brecht - Brimingen - Burg - Burscheid - Dahlem - Dauwelshausen - Dockendorf - Dudeldorf - Echternacherbrück - Echtershausen - Ehlenz - Emmelbaum - Enzen - Erdorf - Ernzen - Eßlingen - Etteldorf | - Feilsdorf - Ferschweiler - Fischbach - Fließem - Freilingen - Geichlingen - Gemünd - Gentingen - Gindorf - Gondorf - Halsdorf - Hamm - Heilbach - Heilenbach - Herbstmühle - Herforst - Hermesdorf - Hisel - Holsthum - Hommerdingen - Hosten - Hütten - Hütterscheid - Hüttingen an der Kyll - Hüttingen bei Freilingen - Idenheim - Idesheim - Ingendorf - Irrel - Irsch - Karlshausen - Kaschenbach - Keppeshausen - Kewenig - Körperich - Koxhausen - Kruchten - Kyllburg | - Kyllburgweiler - Lahr - Leimbach - Ließem - Malberg - Malbergweich - Masholder - Matzen - Meckel - Messerich - Mettendorf - Metterich - Mötsch - Mülbach - Muxerath - Nasingen - Nattenheim - Neidenbach - Neuerburg, ville - Niedergeckler - Niederraden - Niedersgegen - Niederstedem - Niederweidingen - Niederweiler - Niederweis - Niehl - Nusbaum - Obergeckler - Oberraden - Obersgegen - Oberstedem - Oberweiler - Oberweis - Olsdorf - Orsfeld - Outscheid - Peffingen | - Philippsheim - Pickließem - Plascheid - Preist - Prümzurlay - Rittersdorf - Rodershausen - Röhl - Roth-sur-Our - Sankt Thomas - Schankweiler - Scharfbillig - Scheitenkorb - Scheuern - Schleid - Seffern - Sefferweich - Seimerich - Sevenig bei Neuerburg - Sinspelt - Speicher - Stahl - Stockem - Sülm - Trimport - Übereisenbach - Uppershausen - Usch - Waldhof-Falkenstein - Wallendorf - Weidingen - Wettlingen - Wiersdorf - Wilsecker - Wißmannsdorf - Wolsfeld - Zweifelscheid |

Avant la Seconde Guerre mondiale, les communes suivantes sont incorporées :
- Bierendorf, 1901/08 à Lahr
- Hoorhof, 1905 à Olsdorf
- Oberecken, avant 1937 à Alsdorf
- Ordorf, 1937 à Dudeldorf

## Plaque d'immatriculation
Le 1er juillet 1956, le signe distinctif BIT est attribué à l'arrondissement lors de l'introduction des plaques d'immatriculation qui sont toujours en vigueur aujourd'hui. Il est toujours utilisé dans l'arrondissement d'Eifel-Bitburg-Prüm